# Âperet-Isis
Âperet-Isis est une déesse-lionne de la mythologie égyptienne, qui n'est connue que par des inscriptions tardives, datant des époques saïte et gréco-romaine.
Son nom signifie « celle qui équipe le trône » ou « celle qui est pourvue d'un trône ». Identifiée d'abord à Isis, qu'elle finit par supplanter, elle est représentée portant la coiffure hathorique, formée du disque solaire encadré de deux cornes. Elle serait par conséquent une forme d'Hathor léontocéphale, la déesse de l'amour. À ce titre, en tant que parèdre de Min, elle est parfois assimilée à Répit, mère de Kolanthes. 
Son culte était apparemment limité à Akhmîm, « Le tertre (?) de Min », la Panopolis grecque, capitale du 9e nome de Haute-Égypte. 